# Joaquín de Ezpeleta Enrile
Joaquín de Ezpeleta Enrile (castellà: Joaquín Ezpeleta Enrile)  (l'Havana, 19 de setembre de 1788 - Madrid, 24 de març de 1863) va ser un polític, militar i governador colonial espanyol.

## Biografia
Fill del governador de Cuba José de Ezpeleta y Veira de Galdeano i de María de la Paz Enrile y Alcedo i nebot de Pascual Enrile y Alcedo, governador de les Filipines, i germà de Fermín de Ezpeleta Enrile. Es trobava a Barcelona com a ajudant de camp del seu pare, capità general de Catalunya, quan en 1808 les tropes napoleòniques del general Duhesne van atacar la ciutat, fent-lo presoner i portant-lo a França. Va escapar poc després i es va reincorporar a l'exèrcit espanyol, però va tornar a ser fet presoner en 1812, romanent a França fins al final de la guerra del francès.
Al seu retorn a Espanya se li va reconèixer el grau de coronel. En la revolta de la Guàrdia Reial de 1822 a Madrid va resultar ferit. En 1830 va ser ascendit a mariscal de camp amb destinació en la Guàrdia Reial, i en 1834 va ser nomenat cavaller gran creu de l'Orde d'Isabel la Catòlica. En 1835 va ser nomenat governador polític i militar de Jaén, però la força que anava cobrant la Primera Guerra Carlina va motivar el seu trasllat al front en l'alt Ebre i Navarra al comandament de les tropes reialistes. Entre 1838-40 va servir com a governador de Cuba.
Durant la seva carrera política va ser elegit diputat per la circumscripció de Navarra entre 1834 i 1836 i senador vitalici des de 1845, president del Senat en 1853.
De gener a juny de 1852 fou ministre de guerra i de juny a desembre del mateix any de Marina en el govern del president Juan Bravo Murillo.
Els seus germans José María i Fermín també foren polítics i militars. La seva germana María Concepción es va casar amb el general Pedro Agustín Girón, pel que fou oncle de Francisco Javier Girón Ezpeleta, fundador de la Guàrdia Civil.